# Musikpaviljong

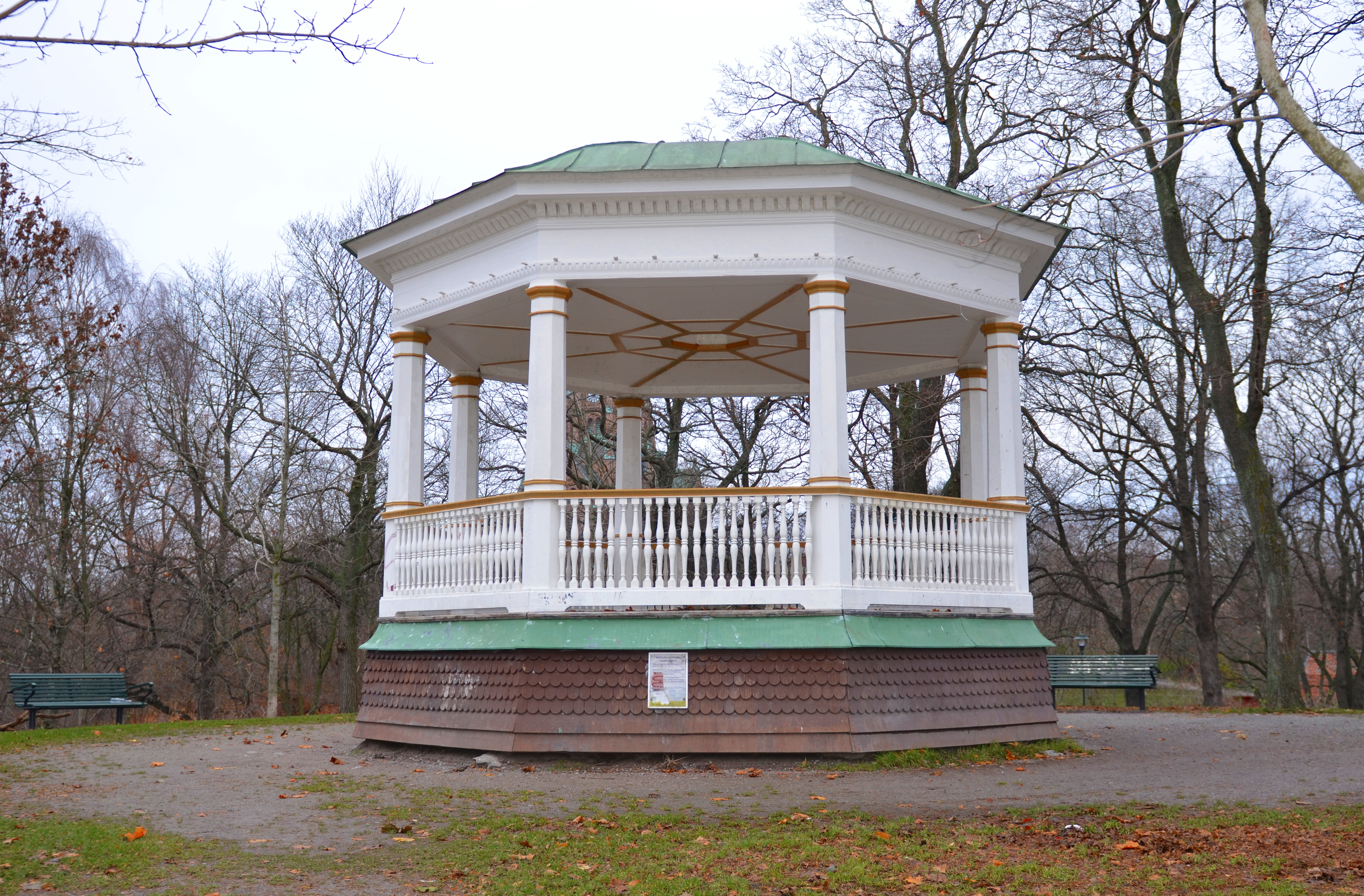
Musikpaviljongen i Vitabergsparken i Stockholm.

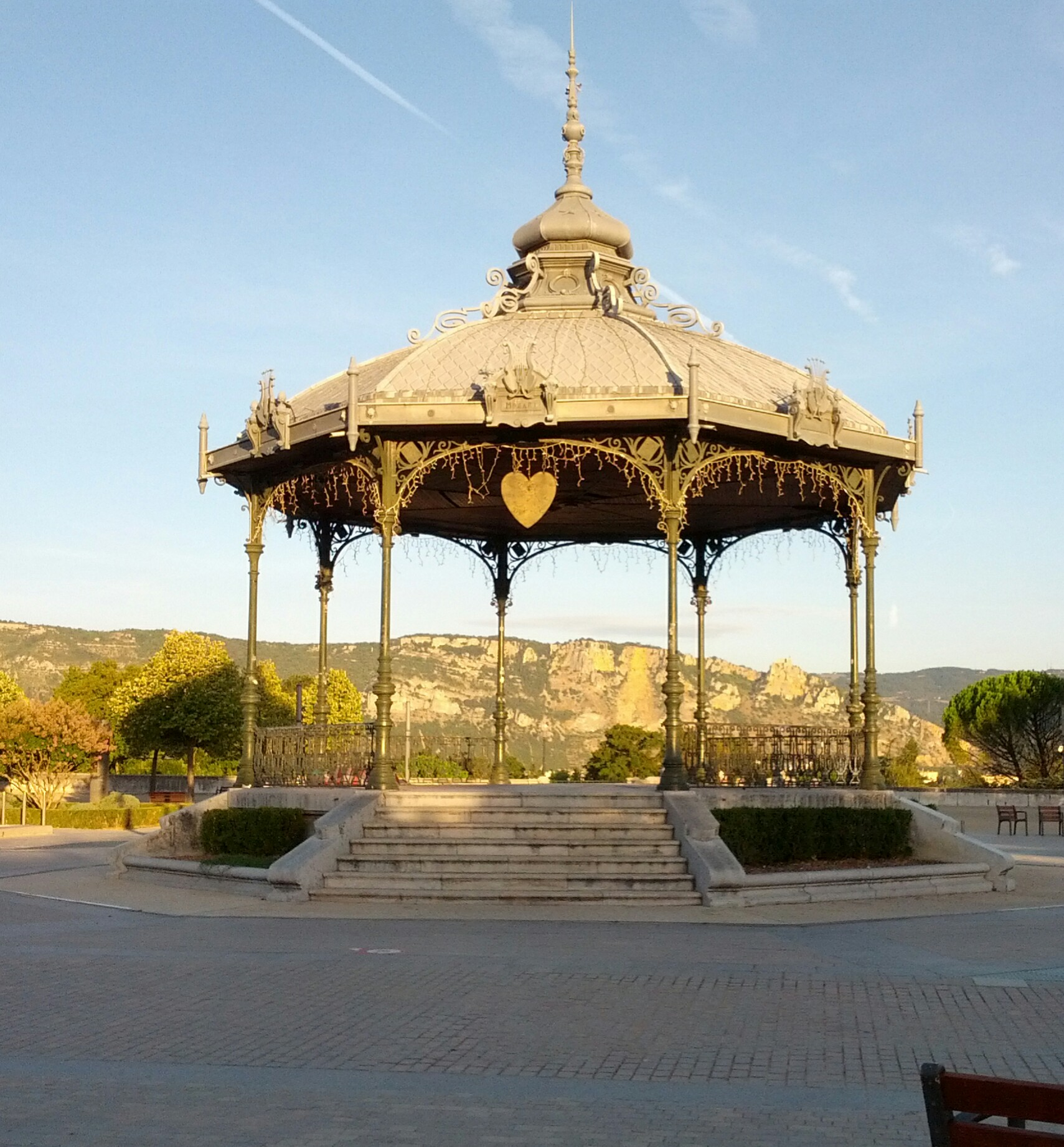
Kiosque Peynet i Valence i Frankrike, från 1862 och namngiven efter Raymond Peynet.

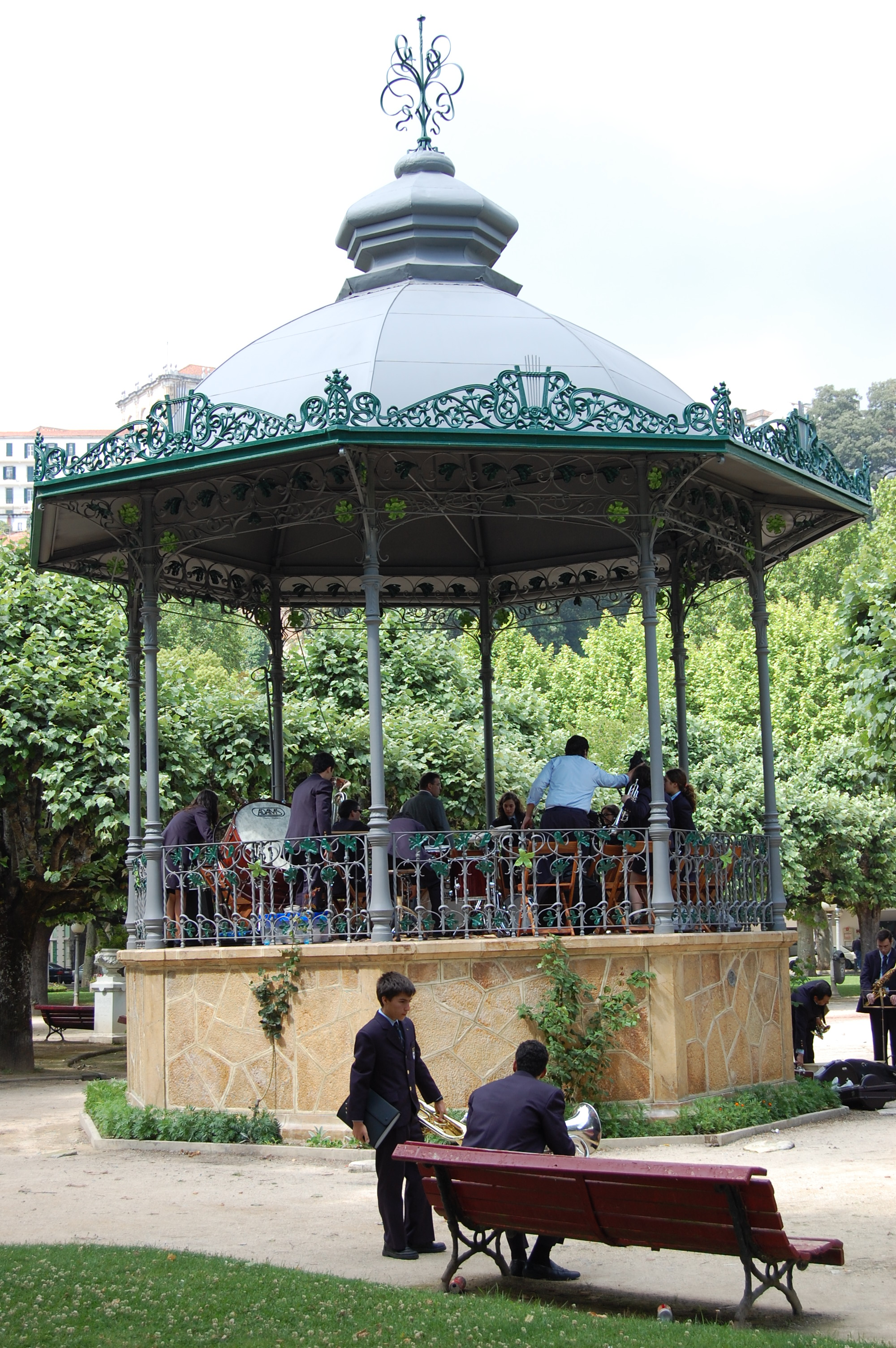
Musikpaviljongen i Coimbra i Portugal.

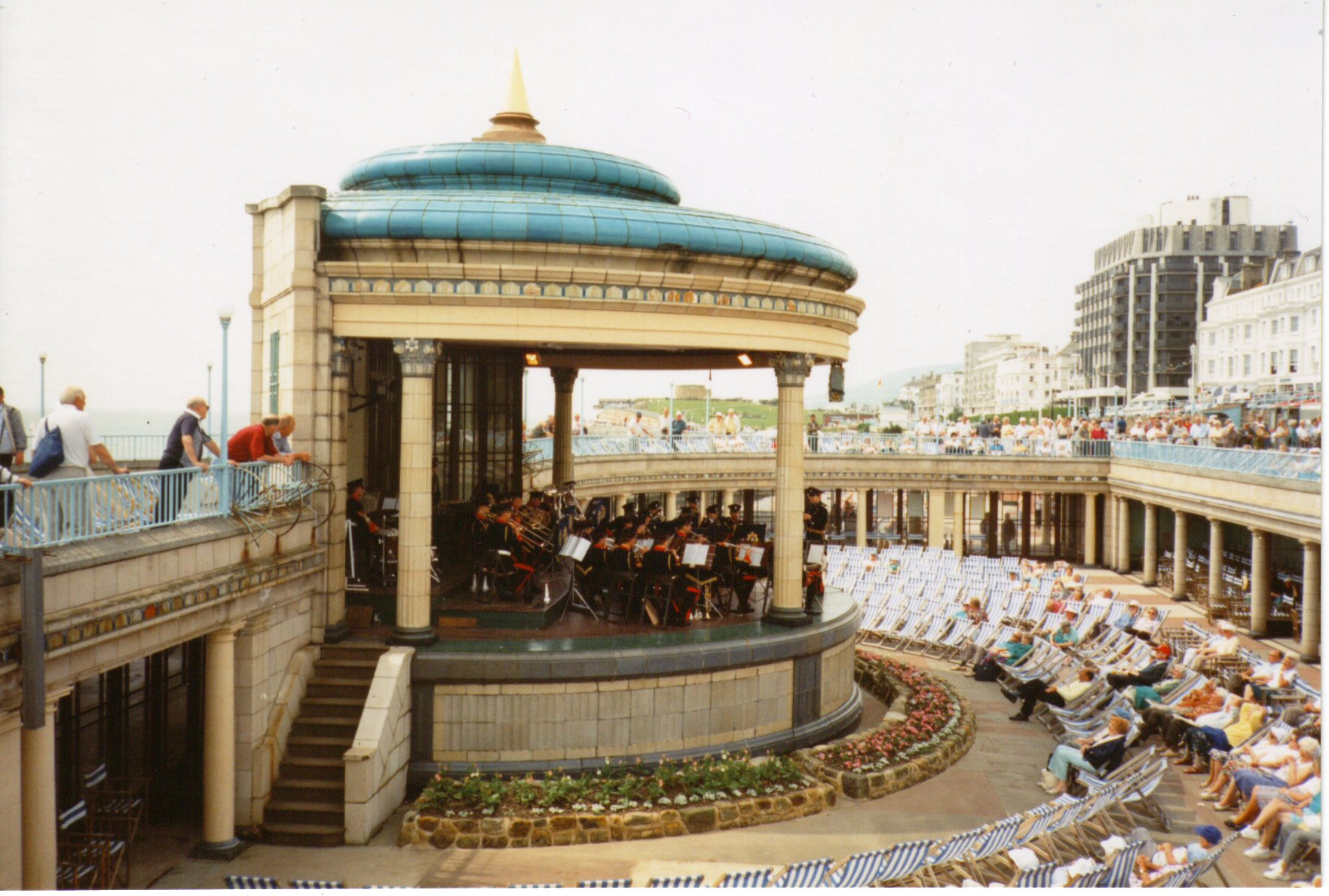
Musikpaviljongen i Eastbourne invigdes 1935.

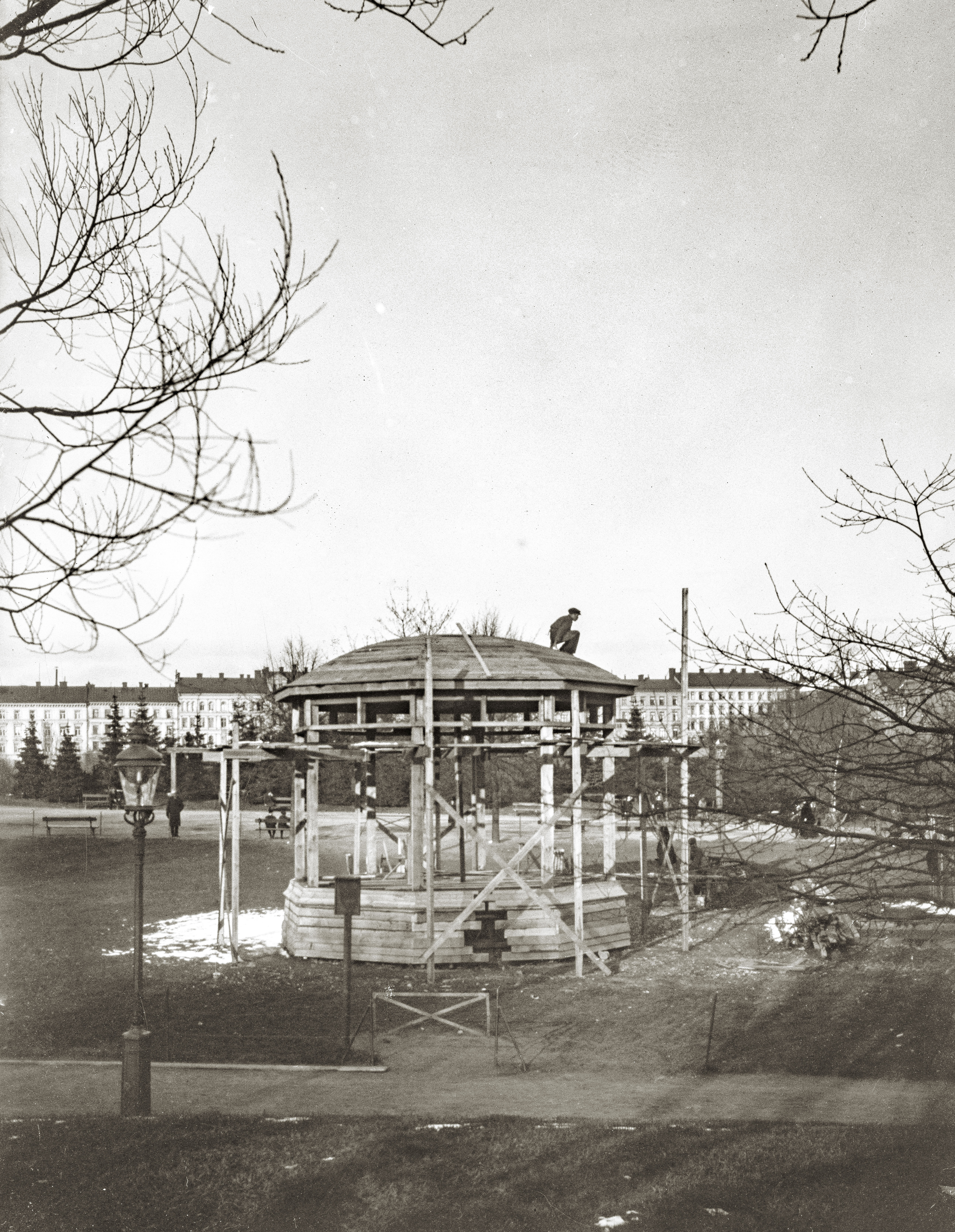
Den första musikpaviljongen i Vasaparken, Stockholm, under uppförande våren 1915. Den revs 1938.

En musikpaviljong, eller ett musikpodium, är en mindre. delvis öppen, byggnad i en park eller på annan för allmänheten tillgänglig plats, som är rest för att ge musikartister möjlighet till utomhusframföranden under tak. 

## Historia
Musikpaviljonger i trä började uppföras i trädgårdar och parker I Europa på 1700-talet, troligen inspirerade av paviljonger i kinesiska och osmanska trädgårdar. Vid mitten av 1800-talet blev musikpaviljonger i smidesjärn vanliga. I Storbritannien byggdes en av Royal Horticultural Society i South Kensington i London 1861. Musikpaviljonger blev snabbt populära där under den viktorianska tiden i slutet av 1800-talet, då mässingsorkestrar kom i ropet. Kiosque Peynet i Valence i Frankrike uppfördes 1862.
I Sverige låg en tidig musikpaviljong från omkring 1871 till 1909 på Strömparterren i Stockholm. Den flyttades till platsen mellan dåvarande Dalarö Hotell och Vinterhotellet i Dalarö omkring 1912 och revs 1924.

## Bildgalleri

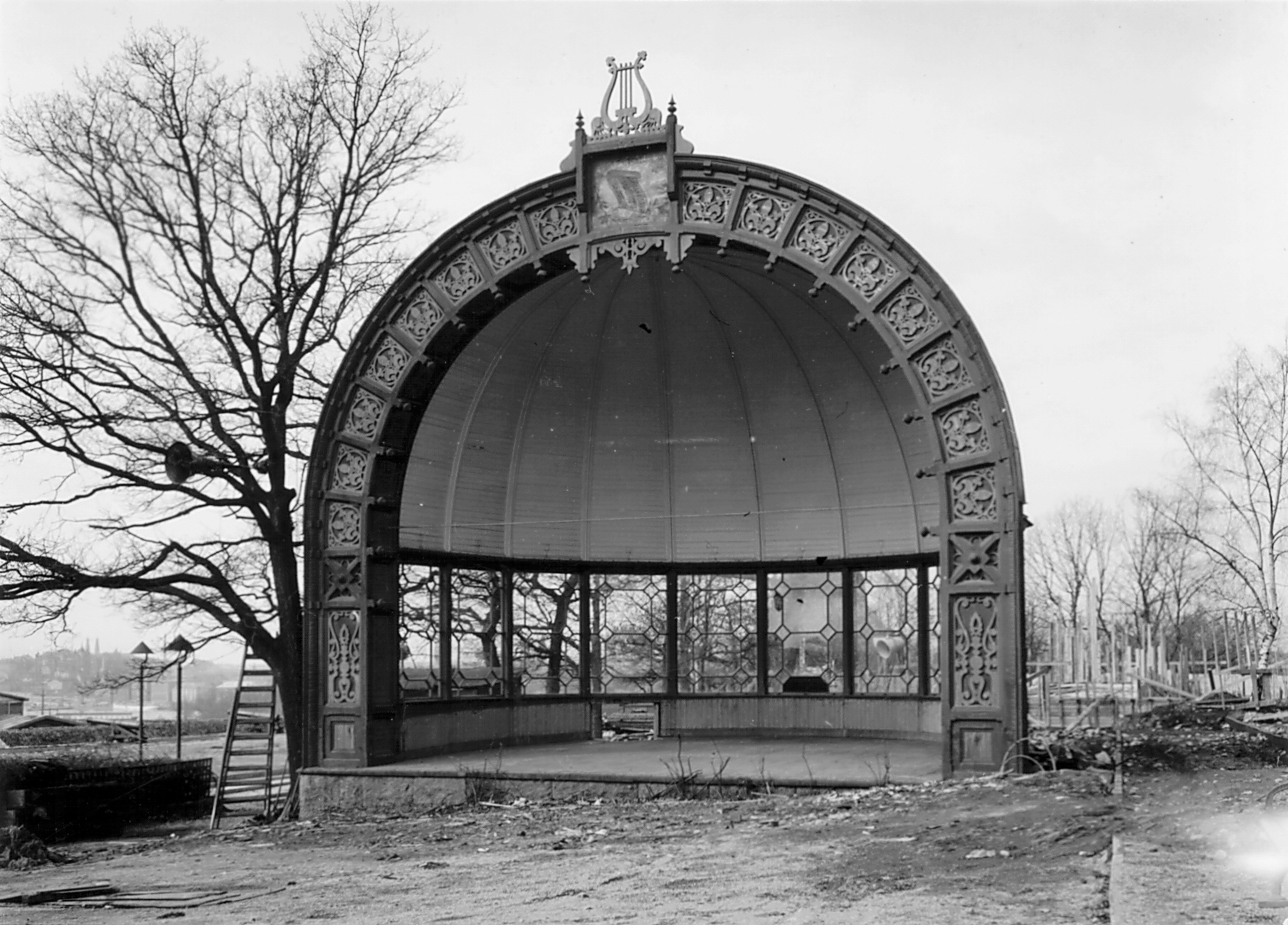
Musikpaviljongen på Solliden på Skansen i Stockholm, omkring 1935
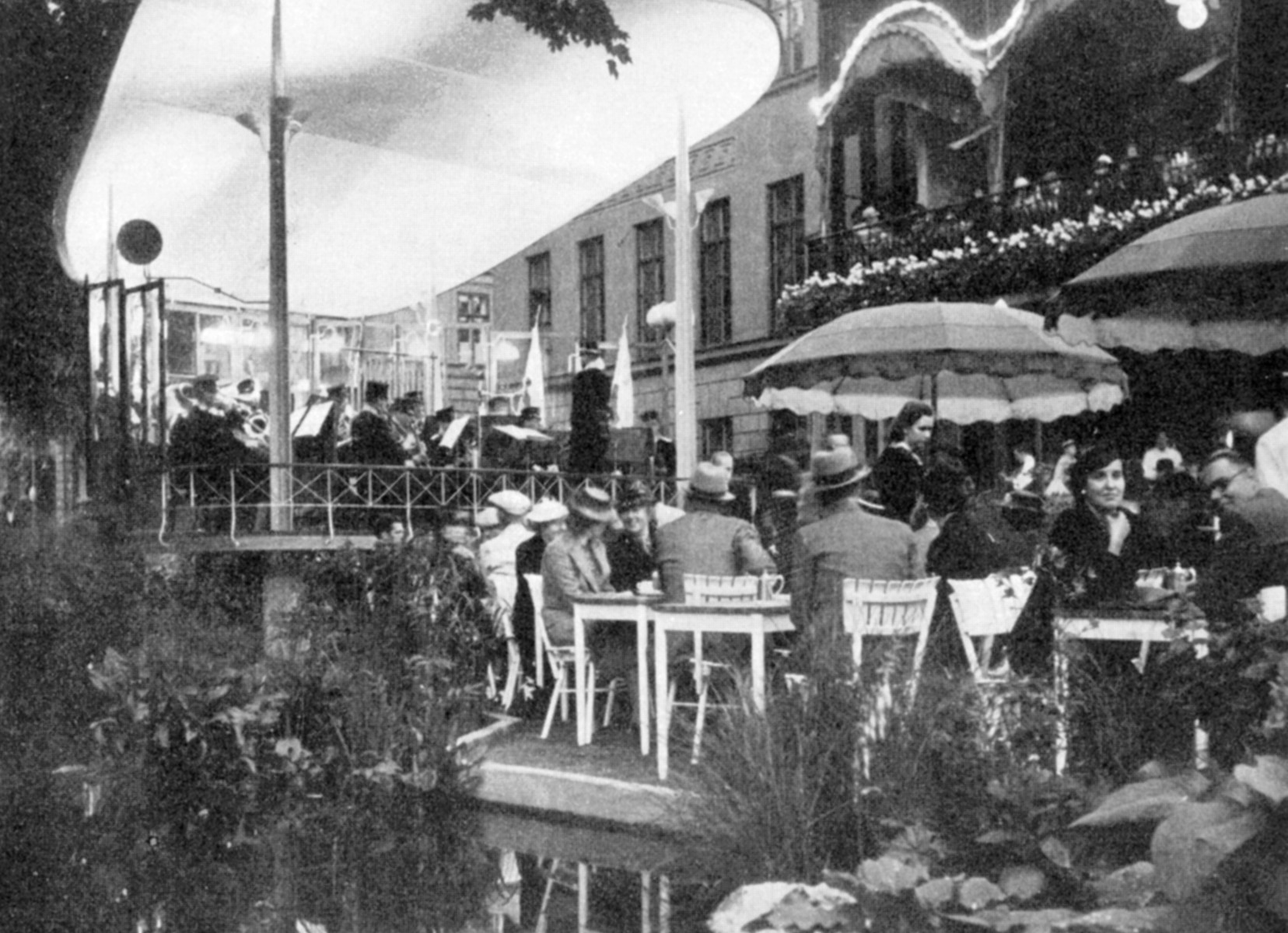
Musikpaviljong vid Berns salonger i Stockholm, 10939
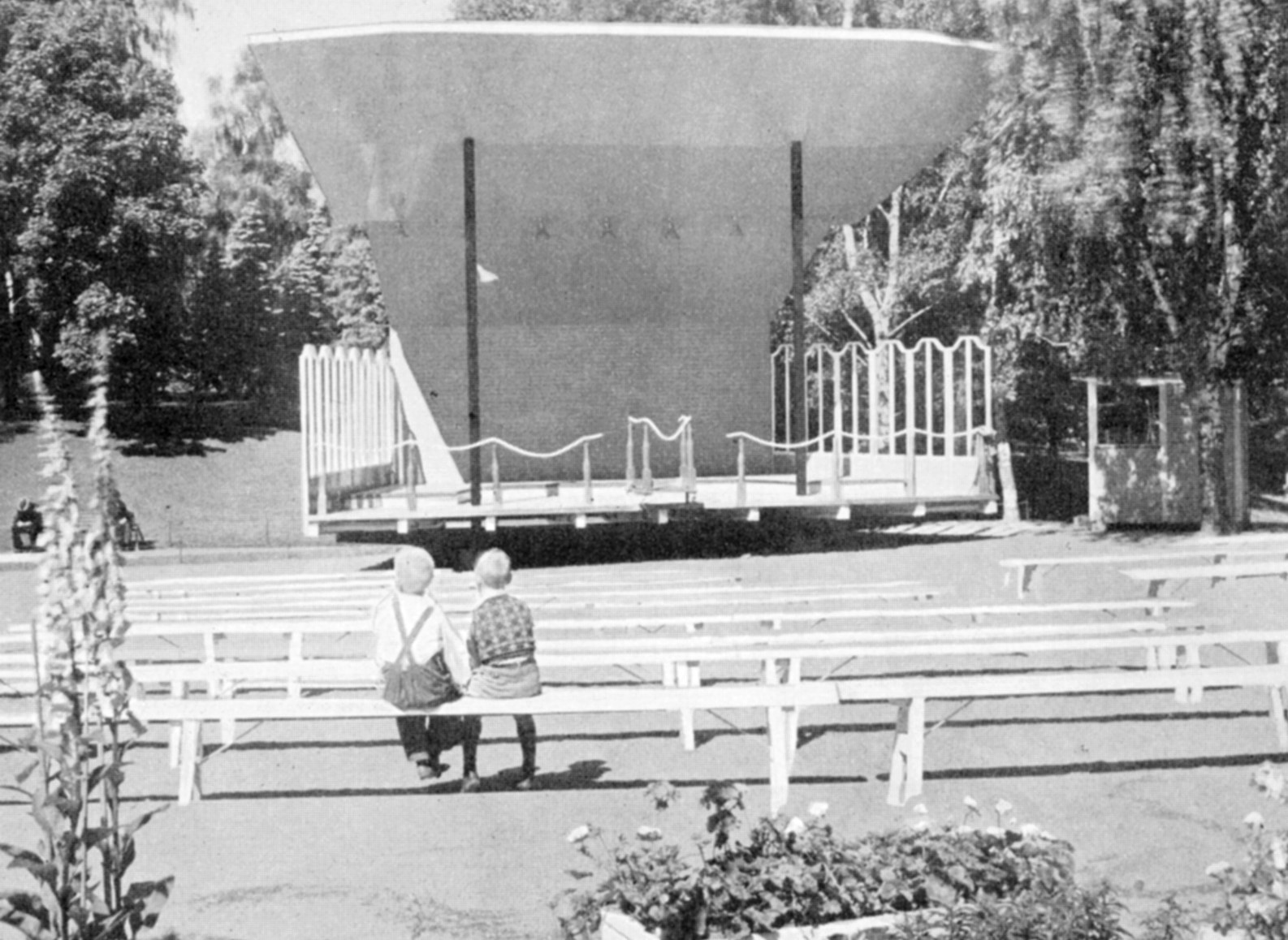
Musikpaviljongen i Vasaparken i Stockholm, 1940
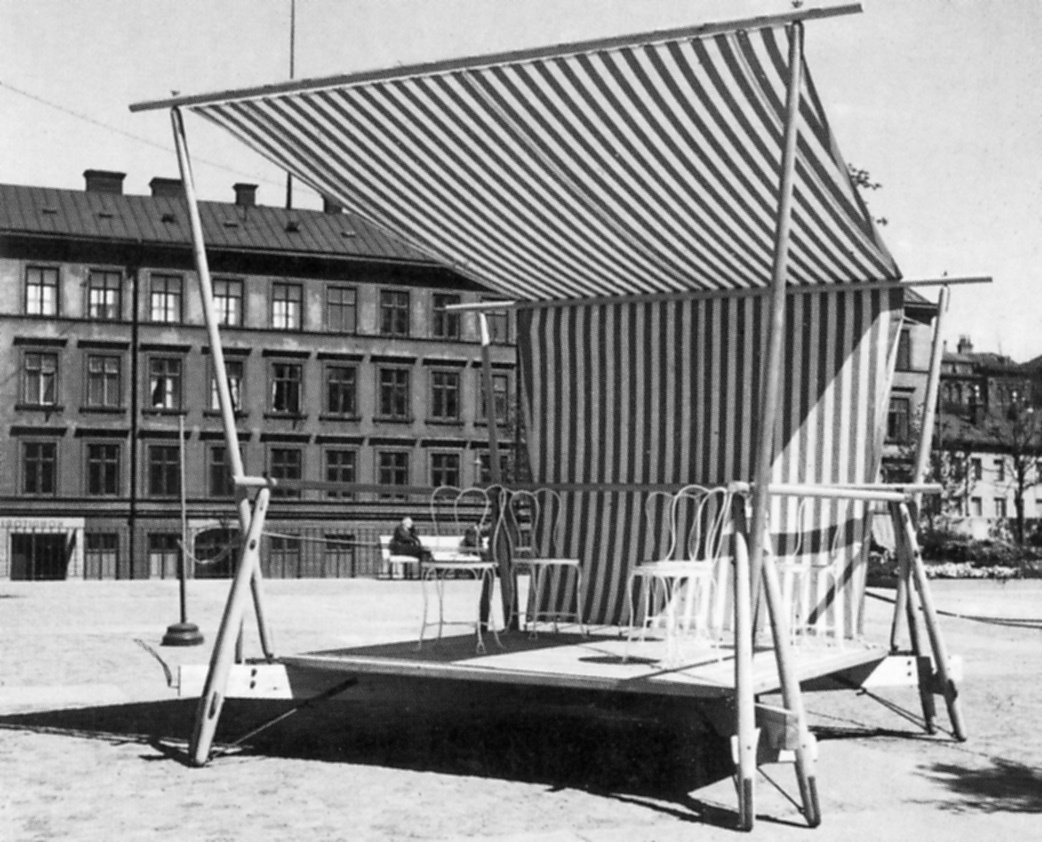
Flyttbart musikpodium i Stockholm, konstruerat av Erik Glemme, 1940-talet
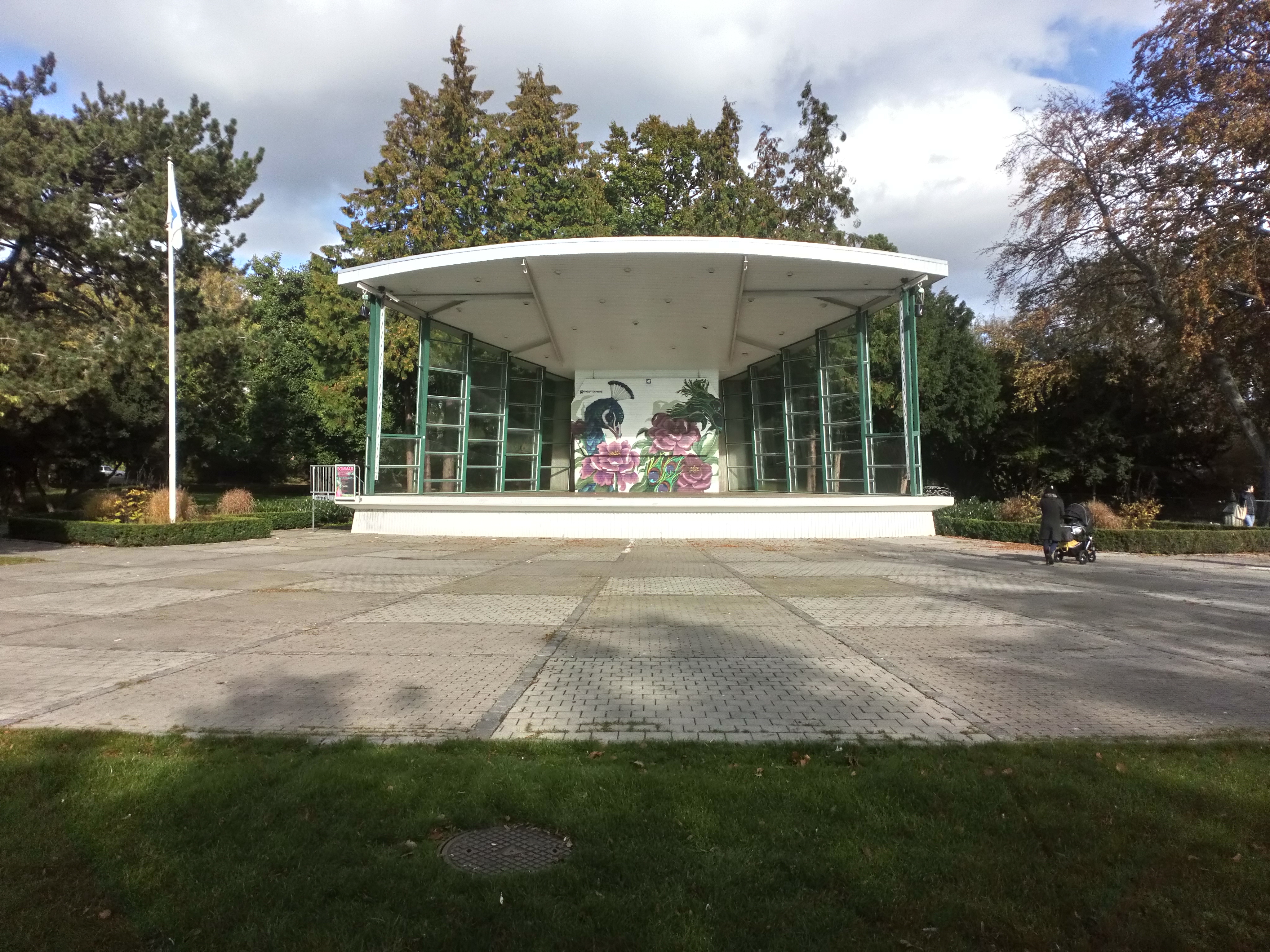
Musikpaviljongen i stadsparken i Trelleborg
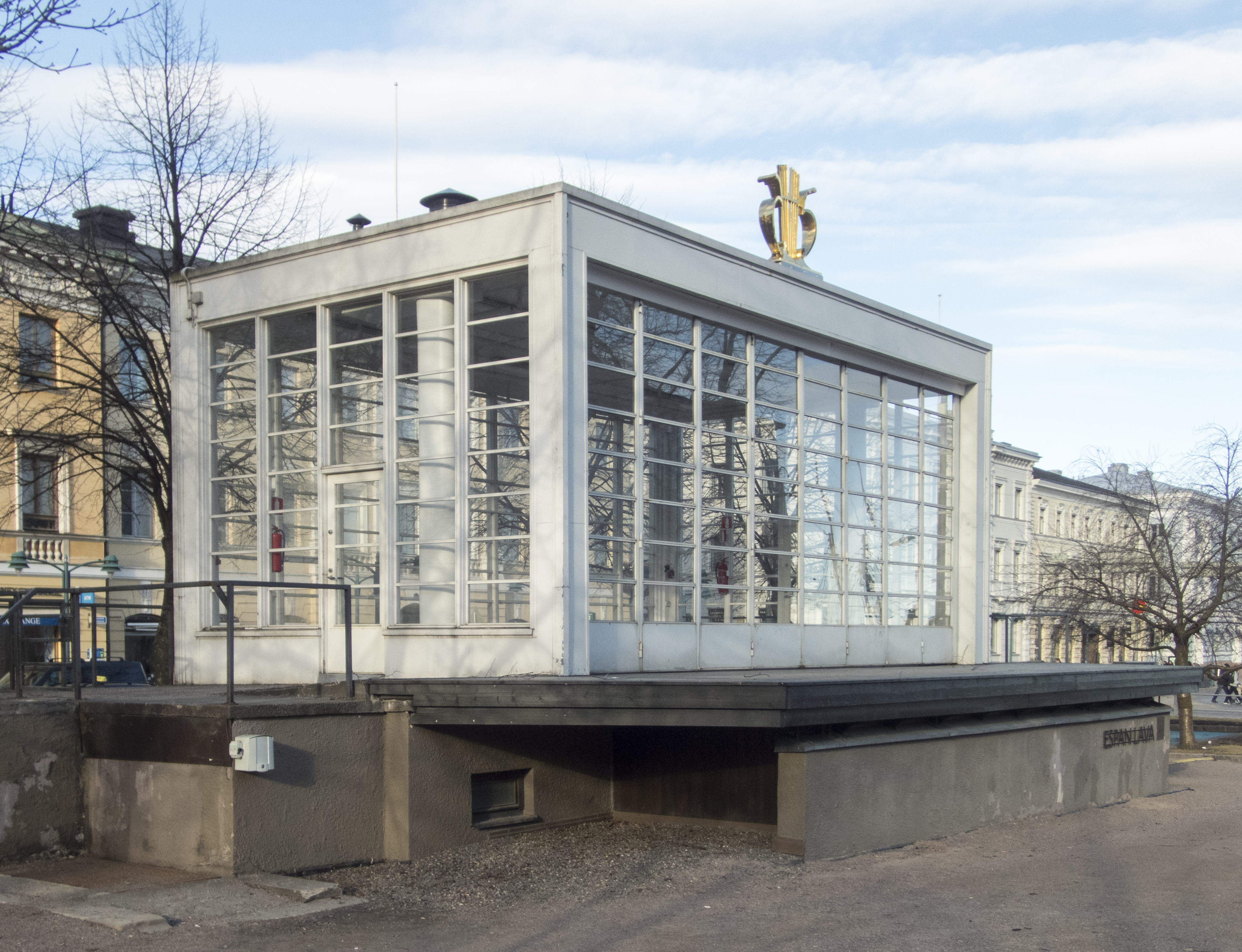
Musikpaviljongen i Esplanadparken i Helsingfors
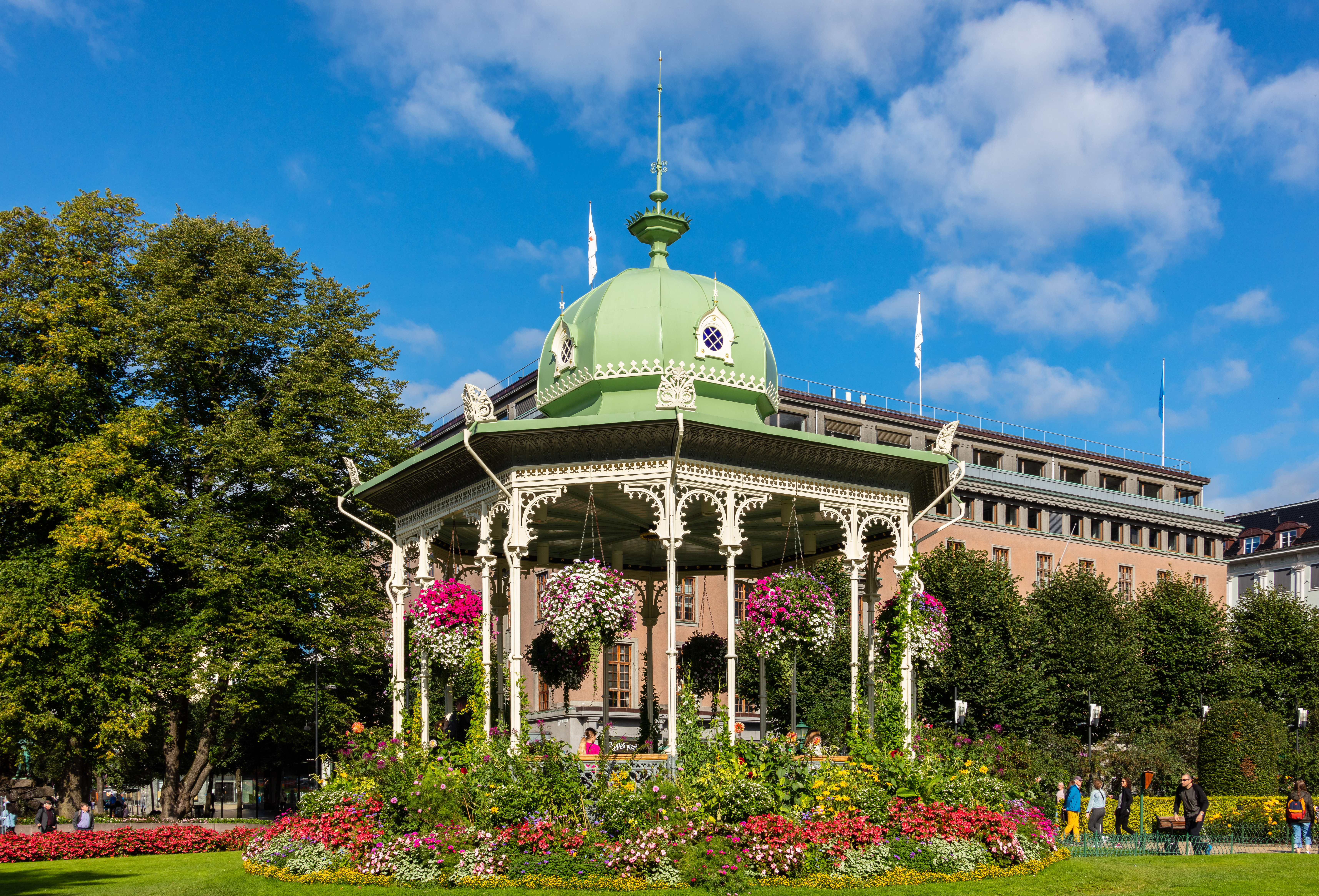
Musikpaviljongen i Byparken i Bergen i Norge
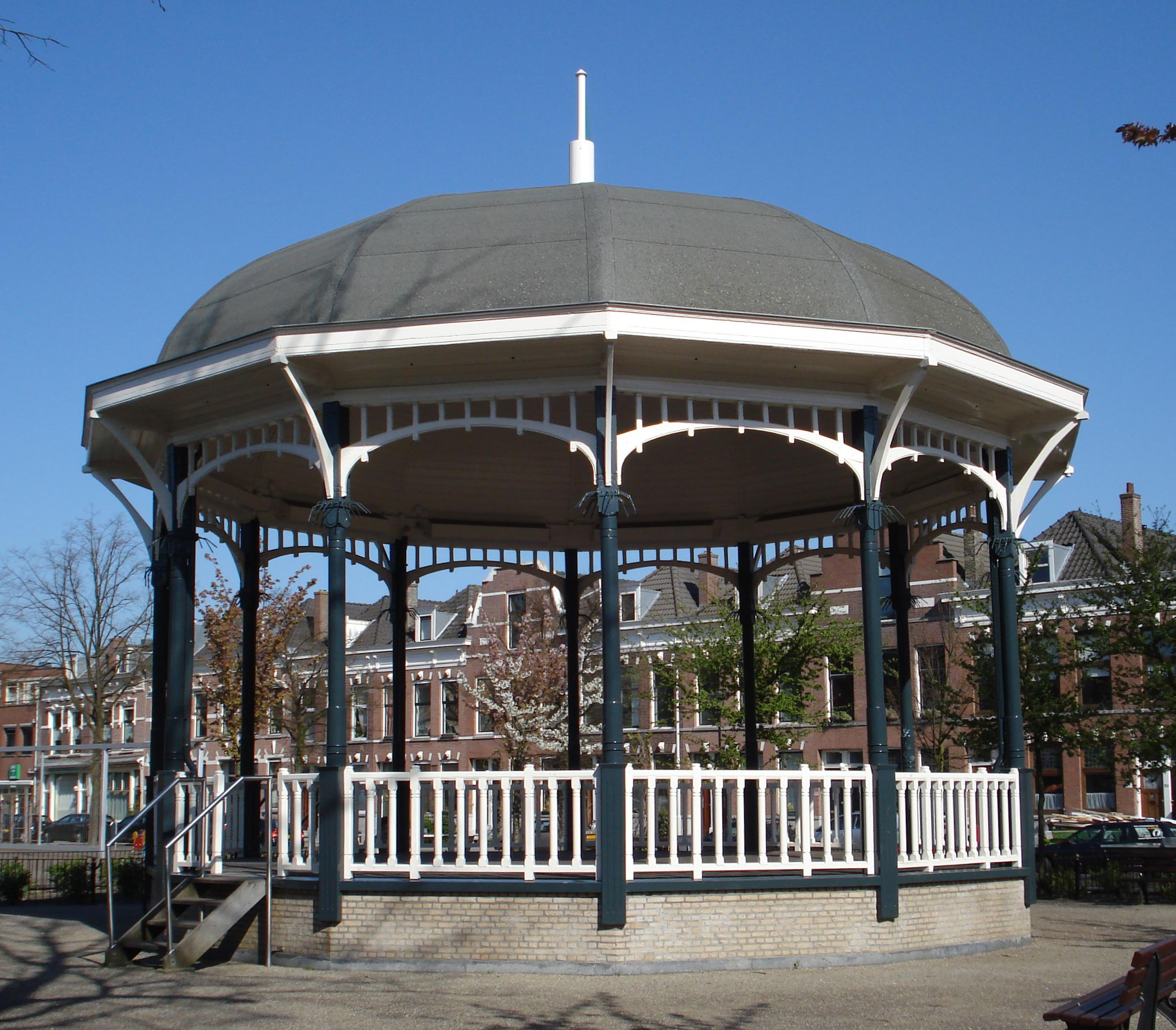
Musikpaviljongen på Pijnackerplein i Rotterdam i Nederländerna
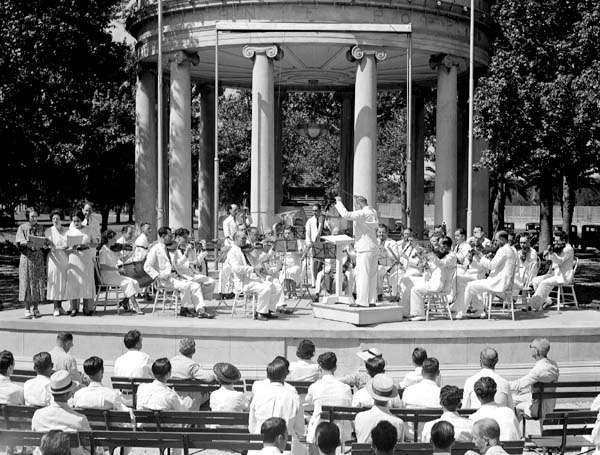
Popp's musikpaviljong i stadsparken i New Orleans i USA, 1936
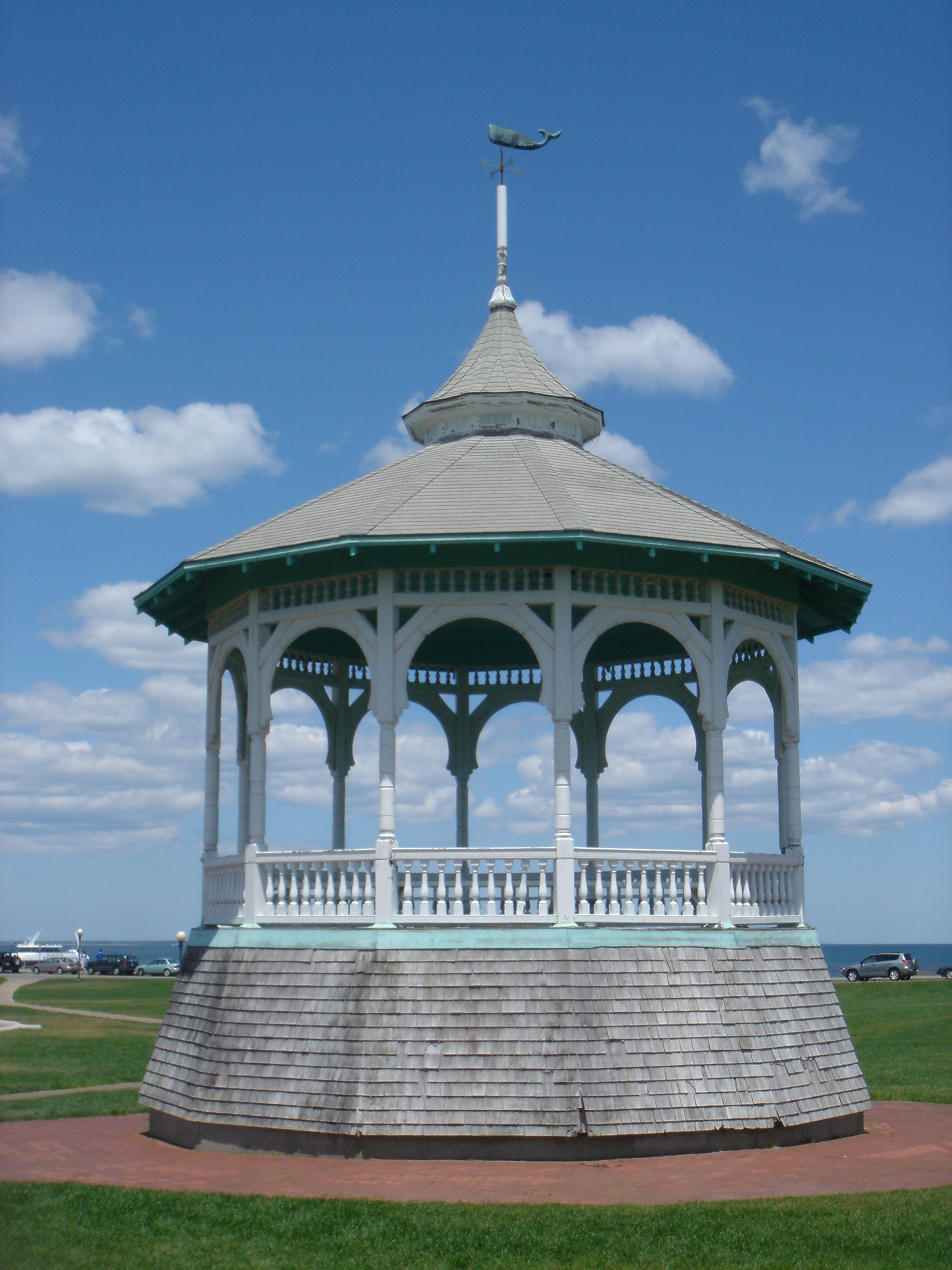
Musikpaviljong i Ocean Park i Oak Bluffs i Martha's Vineyard, Massachusetts, USA